# Одетта Тулемонд
«Одеттa Тулемонд» (фр. Odette Toulemonde) — французский фильм 2006 года, который стал режиссёрским дебютом для писателя Эрика-Эммануэля Шмитта. Основой для фильма является его сборник новелл «Одетта. Восемь историй о любви», вышедший в 2006 году. Главные роли сыграли французские актёры Катрин Фро и Альбер Дюпонтель. Фро номинировалась на премию «Сезар» за лучшую женскую роль в 2008 году, но уступила её Марион Котийяр.

## Сюжет
Вдова Одетта Тулемонд работает в отделе косметики большого магазина в бельгийском городе Шарлеруа, живёт вместе со своими взрослыми детьми Сью Элен (безработной, чей ухажёр-неудачник живёт с ней в гражданском браке в квартире Одетты) и Руди (гомосексуальным парикмахером). Одетта взахлёб читает романы писателя Бальтазара Бальзана, находя в них утешение и отвлечение. После неудачной встречи с любимым писателем во время раздачи автографов, Одетта осмеливается написать ему письмо, в котором объясняет ему значение его творчества в жизни вдовы.
Бальтазар Бальзан, не самый успешный писатель женских романов, впадает в глубокую депрессию, осознав, что его жена изменяет ему с ненавистным литературным критиком, а их сын стыдится своей известной фамилии. После неудачной попытки самоубийства, Бальтазар бежит из клиники и ищет приюта у Одетты, его самой признательной поклонницы, чьё письмо глубоко тронуло его чувства. Так начинается их совместная жизнь.
Бальтазар немного растерян при виде жизни обыкновенной семьи, которой чужды переживания литературного деятеля и далёкой от высоких материй, привычных писателю. В ней он находит ту простоту, недостающую в его жизни, переворачивающую его представления о счастье и любви. Однако, его попытки сблизиться с Одеттой оканчиваются провалом, так как она сохраняет верность своему умершему мужу. Бальтазар дарит её семье поездку на Северное море, о которой давно мечтает Одетта Тулемонд, после чего следует за ней на курорт вместе со своим сыном. Одетта, несмотря на свои смешанные чувства любви и верности, пытается помирить Бальтазара с его женой, однако тот отвергает свою прежнюю жизнь и она попадает в клинику по причине сердечного приступа. Придя в себя, она смиряется с одолевшими её чувствами и позволяет себе ответить на любовь Бальтазара, который посвящает ей свой следующий роман под названием «Счастье других».

[…] но все же главное для него [Шмитта] — простые чувства простого человека, которые и оказываются наибольшей ценностью, которые и составляют счастье, вне зависимости от того, кто он — популярный писатель, дама высшего света или вполне обыкновенная женщина, страдающая от излишней требовательности к себе и другим.
— Николай Александров, Эхо Москвы

## В ролях
| Актёр            | Роль              |
| ---------------- | ----------------- |
| Катрин Фро       | Одетта Тулемонд   |
| Альбер Дюпонтель | Бальтазар Бальзан |
| Жак Вебер        | Олаф Пимс         |
| Аисату Диоп      | Флоранс           |
| Ален Дути        | Редактор          |
| Нина Дрек        | Сью Элен          |
| Фабрис Мургия    | Руди              |